# Route départementale 23 (Vosges)
 (mai 2024).
Si vous disposez d'ouvrages ou d'articles de référence ou si vous connaissez des sites web de qualité traitant du thème abordé ici, merci de compléter l'article en donnant les références utiles à sa vérifiabilité et en les liant à la section « Notes et références ».
Pour les articles homonymes, voir Route départementale 23.
La route départementale 23, ou RD 23, est une route départementale du département des Vosges reliant Fougerolles-Saint-Valbert au col d'Urbeis.

## Tracé
- Fougerolles-Saint-Valbert
- Le Val-d'Ajol
- Remiremont
- Dommartin-lès-Remiremont
- Vagney
- Sapois
- Rochesson
- Col du Haut de la Côte (799 m)
- Gérardmer
- Xonrupt-Longemer
- Col du Surceneux (810 m)
- Le Valtin
- Plainfaing
- Fraize
- Col de Mandray (696 m)
- La Croix-aux-Mines
- Ban-de-Laveline
- Bertrimoutier
- Frapelle
- Provenchères-et-Colroy
- Lubine
- Col d'Urbeis (601 m)